# دادالا (گاله)
دادالا (به لاتین: Dadalla) یک منطقهٔ مسکونی در سری‌لانکا است که در استان جنوبی (سری‌لانکا) واقع شده‌است.